# تیم مایکلز
تیموتی جیمز مایکلز (به انگلیسی:Timothy James Michels؛ متولد ۷ اوت 1962) یک بیزنسمن آمریکایی است که هم-مالک و هم-مدیر مایکلز کورپوریشن، یک شرکت ساختمانی متعلق به خانواده اش است.
او که یکی از اعضای حزب جمهوری‌خواه است،  نامزد این حزب در انتخابات فرمانداری ویسکانسین در سال ۲۰۲۲ است.

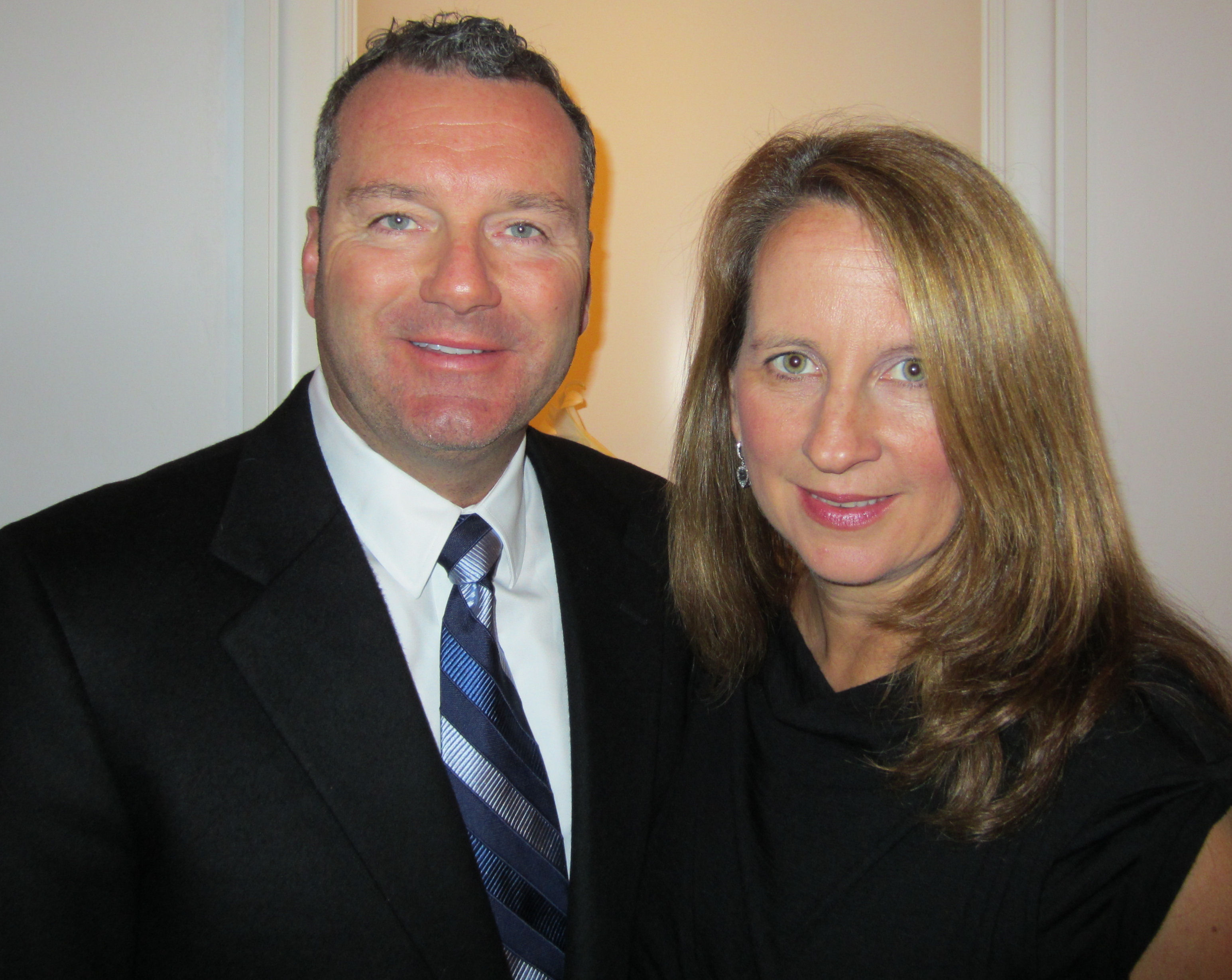
مایکلز و همسرش باربارا

## مواضع سیاست

### سقط جنین
مایکلز با سقط جنین مخالف است و از قانون ایالتی مبنی بر ممنوعیت سقط جنین به جز در مواردی که زندگی مادر در خطر است، حمایت می‌کند. وقتی از مایکلز در مورد قرص‌های سقط جنین پرسیده شد، گفت که در صورت انتخاب شدن، «آنها در ویسکانسین غیرقانونی خواهند بود.» در مورد پیشگیری از بارداری، مایکلز به میلواکی جرنال سنتینل گفت: «من مخالف سقط جنین هستم، من مخالف پیشگیری از بارداری نیستم.» در سپتامبر ۲۰۲۲، مایکلز گفت که از ممنوعیت سقط جنین در سطح ایالتی که شامل استثنائاتی برای بارداری‌های ناشی از تجاوز جنسی یا زنای با محارم می‌شود، حمایت می‌کند.

### تحصیلات
میشلز انتخاب مدرسه همگانی پیشنهاد کرده‌است، برنامه ای که برای گسترش برنامه کوپن مدارس خصوصی ایالتی است. تونی اورز پیشنهاد مشابهی را وتو کرد که سقف درآمد را برای برنامه کوپن حذف می‌کرد. مایکلز همچنین از آموزش موضوعات تراجنسیتی در مدارس عمومی مهدکودک تا کلاس دوازدهم انتقاد کرده‌است و از تأکید بیشتر بر موضوعات آموزشی سنتی حمایت می‌کند.

### ازدواج همجنس گرایان
مایکلز در مبارزات انتخاباتی خود در سنای ایالات متحده در سال ۲۰۰۴ گفت که معتقد است ازدواج باید بین زن و مرد باشد. مایکلز در مبارزات انتخاباتی فرمانداری خود در سال ۲۰۲۲ گفت که موضع شخصی او تغییر نکرده‌است.